# ジョニー・タピア
ジョニー・タピア（Johnny Tapia、1967年2月13日 - 2012年5月27日）は、アメリカ合衆国の男性プロボクサー。ニューメキシコ州アルバカーキ出身。身長168cm。元IBF・WBO世界スーパーフライ級統一王者。元WBA・WBO世界バンタム級王者。元IBF世界フェザー級王者。世界3階級制覇王者。

## 来歴
タピアの妊娠中に父親が射殺され、8歳の時に母親が誘拐されレイプ後に刺殺されるなど、厳しい環境の中で育った。
1988年3月28日、プロデビューするも、引き分け。
1990年5月10日、USBA全米スーパーフライ級王座決定戦でローランド・ゴメス（アメリカ）と対戦し、11回TKO勝ちで王座を獲得。
以後、4度の防衛に成功した後、薬物（コカイン）の使用が発覚し、3年間の資格停止を受け、1994年3月27日に復帰した。
1994年7月15日、NABF北米スーパーフライ級王座決定戦でオスカル・アギラル（アメリカ）と対戦し、3回TKO勝ちで王座を獲得した。
1994年10月12日、WBO世界スーパーフライ級王座決定戦でヘンリー・マルチネス（アメリカ）と対戦し、11回TKO
勝ちで世界王座を獲得した。
1996年8月17日、挑戦者ウーゴ・ソト（アルゼンチン）と対戦し、3-0の判定勝ちで7度目の防衛に成功した。
1997年3月8日、ホルヘ・バレラ（メキシコ）と対戦し、3回TKO勝ちで10度目の防衛に成功した。
1997年7月18日、タピアと同じくニューメキシコ州アルバカーキ出身のIBF世界スーパーフライ級王者ダニー・ロメロ（アメリカ）と王座統一戦で対戦し、3-0の判定勝ちで、IBF王座を獲得するとともにWBO王座の11度目の防衛に成功した。
1998年2月13日、ロドルフォ・ブランコ（コロンビア）と対戦し、3-0の判定勝ちでWBO王座13度目・IBF王座2度目の防衛に成功した。
1998年12月5日、WBO・IBF世界スーパーフライ級王座を保持したまま1階級上のWBA世界バンタム級王者ナナ・コナドゥ（ガーナ）に挑戦し、2-0の判定勝ちで2階級制覇に成功した。その後、WBO・IBF世界スーパーフライ級王座は返上した。
1999年6月26日、初防衛戦でポーリー・アヤラ（アメリカ）と対戦し、0-3の判定負けで王座から陥落。プロキャリア初黒星（49戦46勝1敗2分け）となった。この後タピアは薬物の過剰摂取により自殺を試みて施設に入院する。
2000年1月8日、WBO世界バンタム級王者ホルヘ・エリセール・フリオ（コロンビア）と対戦し、3-0の判定勝ちで王座を獲得した。同王座は1度防衛後に返上した。
2000年10月7日、2階級上のIBA世界フェザー級王座決定戦でポーリー・アヤラと124ポンドのキャッチウェイト契約12回戦で再戦し、0-3の判定負けで王座獲得に失敗した。
2001年6月30日、元WBC世界フェザー級王者セサール・ソト（メキシコ）と対戦し、3回TKO勝ち。
2002年4月27日、IBF世界フェザー級王者マヌエル・メディナ（メキシコ）に挑戦し、2-0の僅差判定勝ちで3階級制覇に成功した。
指名挑戦者メディナとのダイレクトリマッチによる再戦を拒否し、リングマガジン認定世界フェザー級王者マルコ・アントニオ・バレラ（メキシコ）との対戦を優先したため、2002年9月30日に王座を剥奪された。
2002年11月2日、リングマガジン認定世界フェザー級王者マルコ・アントニオ・バレラに挑戦し、0-3の判定負け。
2006年、自叙伝「Mi Vida Loca -The Crazy And Unbelievable Life of Johnny Tapia-」を出版した。
2007年2月23日、故郷アルバカーキで引退試合「The Final Fury（最後の戦い）」を行った。
2007年3月12日、ホテルの部屋で意識不明となり、コカイン過剰摂取と診断されアルバカーキの病院に入院した。
2008年5月2日、復帰戦を行う予定だったが、中止となった。
2009年2月11日、仮釈放中にコカインを使用したためアルバカーキで拘留された。
2010年3月6日、約3年ぶりの復帰戦を含めて3試合行う。
2012年5月27日、アルバカーキの自宅で遺体で発見された。45歳没。

## 獲得タイトル
- WBO世界スーパーフライ級王座（防衛13=返上）
- IBF世界スーパーフライ級王座（防衛2=返上）
- WBA世界バンタム級王座（防衛0）
- WBO世界バンタム級王座（防衛1=返上）
- IBF世界フェザー級王座（防衛0=剥奪）